# Рјакунин
Рјакунин (暦仁) је јапанска ера (ненко) која је настала после Катеи и пре Ено ере. Временски је трајала од новембра 1238. до априла 1239. године и припадала је Камакура периоду. Владајући монарх био је цар Шиџо.

## Важнији догађаји Рјакунин ере
- 1238. (Рјакунин 1, први месец): Јорицуне напушта Камакуру и одлази за Мијако праћен Јакутокијем и трупама из различитих провинција. Циљ путовања је одржавање мира и стабилности у држави.[3]
- 1238. (Рјакунин 1, други месец): Јорицуне стиже у Мијако и почиње да живи у новој вили у Рокухари.[4]
- 1238. (Рјакунин 1, десети месец): Јорицуне напушта Мијако и одлази за Камакуру.[4]